# Сабину
Сабину (порт. Sabino)  —  муниципалитет в Бразилии, входит в штат Сан-Паулу. Составная часть мезорегиона Бауру. Входит в экономико-статистический  микрорегион Линс. Население составляет 5232 человека на 2006 год. Занимает площадь 311,663 км². Плотность населения — 16,8 чел./км².

## История
Город основан 14 июля 1938 года. 

## Статистика
- Валовой внутренний продукт на 2003 составляет 35.972.904,00 реалов (данные: Бразильский институт географии и статистики).
- Валовой внутренний продукт на душу населения на 2003 составляет 7.049,36 реалов (данные: Бразильский институт географии и статистики).
- Индекс развития человеческого потенциала на 2000 составляет 0,792 (данные: Программа развития ООН).